# 東急バス川崎営業所

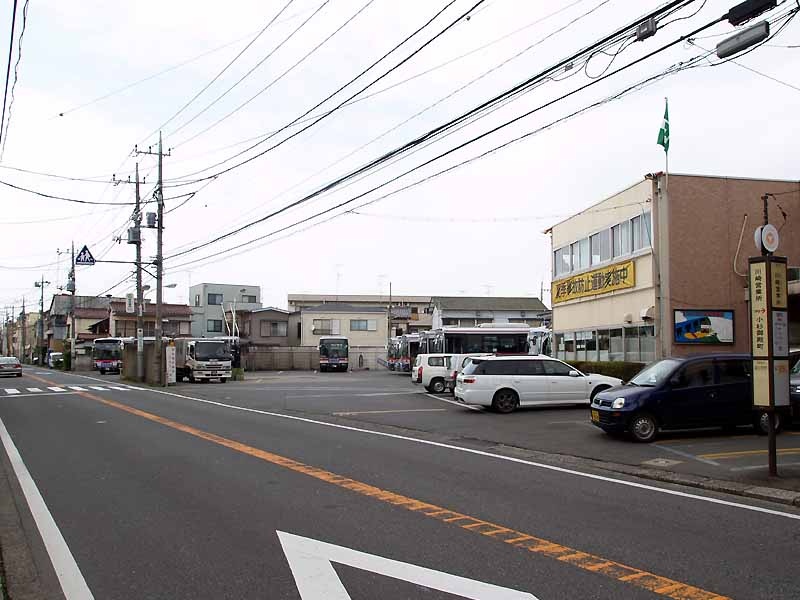
東急バス川崎営業所

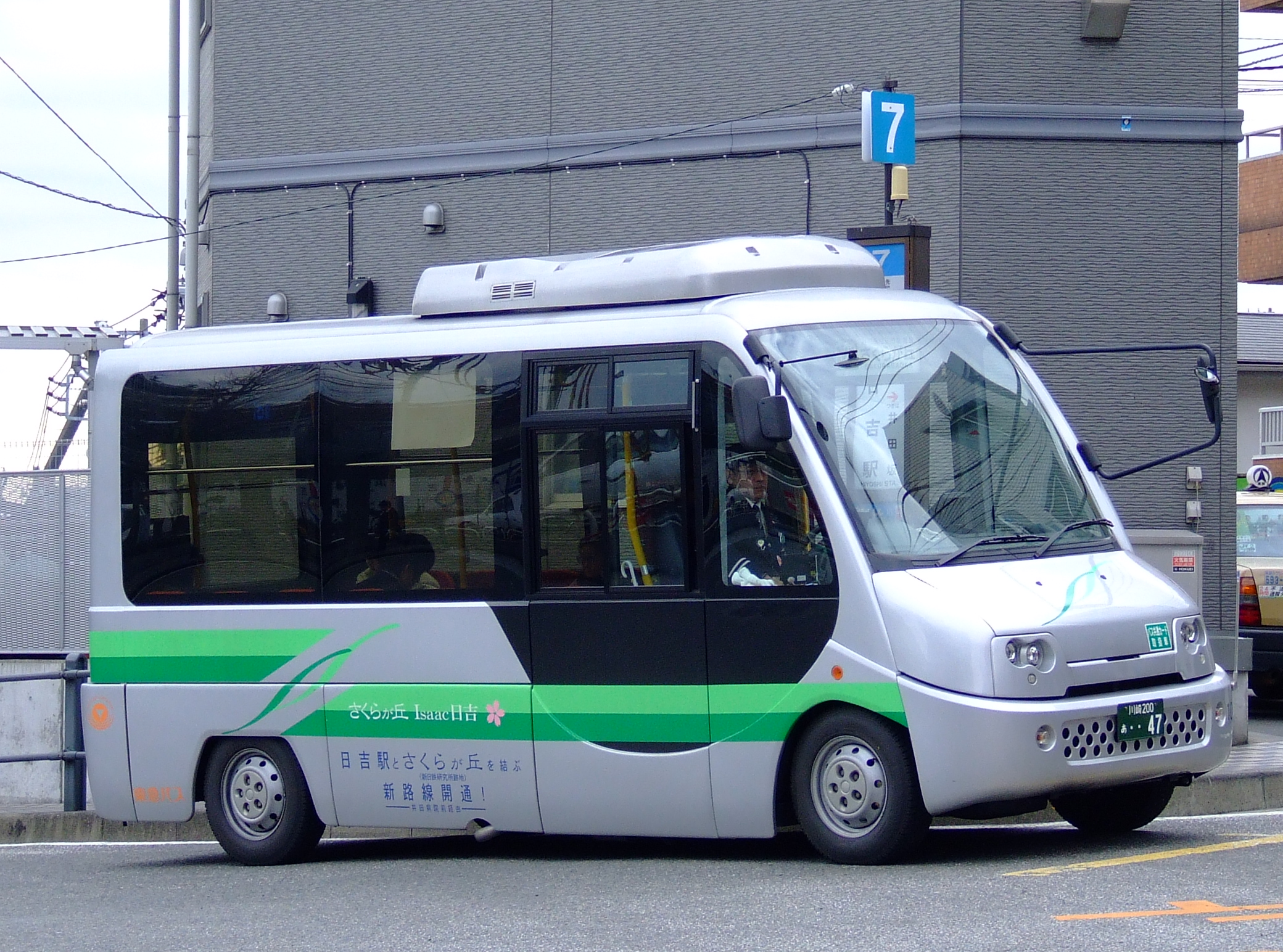
さくらが丘線 日23系統専用の小型車
初代ポンチョ (P10)
2003年の路線開設時、川崎営業所に導入された初代車両

東急バス川崎営業所（とうきゅうバスかわさきえいぎょうしょ）は、かつて神奈川県川崎市中原区小杉御殿町2丁目74に所在した東急バスの営業所である。川崎市幸区、中原区、高津区、宮前区の一部の路線を所管していた。営業所の略号は「KA」を使用していたが、2文字となっているのは略号を制定した当時、東京都内に存在した駒沢営業所の「K」との重複を避けたためである。
所管路線をすべて他営業所へ移管した上で、2010年（平成22年）9月30日をもって営業を終了した。

## 沿革

### 戦前から大東急解体まで
川崎における東急バスの幕開けは昭和初期のことであり、3つの前身事業者による路線が存在した。1つ目は、1933年（昭和8年）に東京横浜電鉄が直営バス事業を再開するにあたり買収した溝ノ口乗合自動車（古家達三経営のつるや自動車商会）の路線で、川崎駅 - 明治製菓前 - 妙光寺前 - 溝ノ口間と明治製菓前 - 中幸町 - 妙光寺前間を府中街道経由で結ぶものである。2つ目は同年に東京横浜電鉄に買収された個人事業者の池田利一が開業した路線で、綱島駅 - 千年間。3つ目は、玉川電気鉄道が1932年（昭和7年）10月21日に個人事業者の八木哲から買収した路線で、丸子橋 - 新丸子駅 - 千年 - 勝田間を中原街道経由で結ぶものと、溝ノ口 - 市ヶ尾 - 川和町 - 中山駅間、市ヶ尾 - 柿生駅間を大山街道経由で結ぶものであった。
さらに東京横浜電鉄は、川崎市街地から臨海地区にかけて路線を有していた川崎乗合自動車（通称・銀バス）にも買収攻勢を仕掛けていたが、京浜電気鉄道と鶴見臨港鉄道の連合がこれに対抗したため、1938年（昭和13年）12月に銀バスは鶴見臨港鉄道系の鶴見川崎臨港バスに合併されて川崎鶴見臨港バスとなったため、東京横浜電鉄による買収は失敗に終わった。
1940年（昭和15年）6月12日、東京横浜電鉄小杉営業所として開設。これは東京横浜電鉄が溝ノ口乗合自動車（つるや自動車商会）を買収した際に設置した溝ノ口営業所を、玉川電気鉄道の吸収合併を経て新丸子へ移転し、さらに小杉御殿町へ移転して開設したものである。小杉御殿町への移転時に小杉営業所の名称となった。
大東急時代の1943年（昭和18年）12月1日には、京浜電気鉄道から引き継いだ川崎営業所に神奈川営業所とともに統合した。
戦後、1948年（昭和23年）の大東急再編成にあたり、京浜電気鉄道から引き継いだ川崎住宅線は休止中のまま京浜急行電鉄（京急）に譲渡された。ただし、同路線は京急の手では復旧されず、その後に京急グループ入りした川崎鶴見臨港バスが一部乗り入れを行い、1952年（昭和27年）に京急が同路線を廃止したため正式に臨港バスの路線となり、実質的に引き継ぐ形となっている。
神奈川県内の東急バスの営業所としては当営業所の他に、同じく東京横浜電鉄から引き継いだ神奈川営業所が横浜市に置かれていたが、神奈川営業所は上記の通り川崎営業所に統合されていた。上述の綱島駅 - 千年間はのちに片町（現在の高津区役所前）まで延伸されたが、戦時中に休止され、天満宮前 - 千年間が再開されないまま1952年に廃止された（現在の城01系統（新城線）はその後改めて開業したもの）。
以後、1962年（昭和37年）に日吉営業所が開設されるまでの間は、神奈川県内のほぼ全路線が川崎営業所に集約されていた。しかし、川崎・横浜の両市にまたがる大規模な路線網も、終戦直後は大半が休止状態であり、1950年代中頃まではその復旧が優先された。

### 多摩田園都市開発から営業所廃止まで

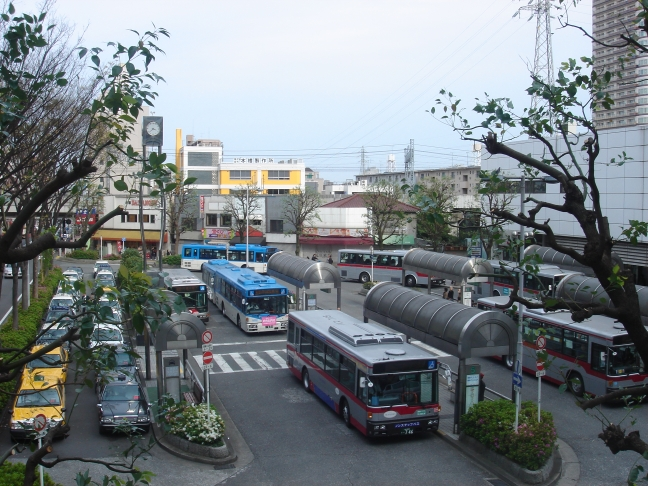
武蔵小杉駅バスのりば

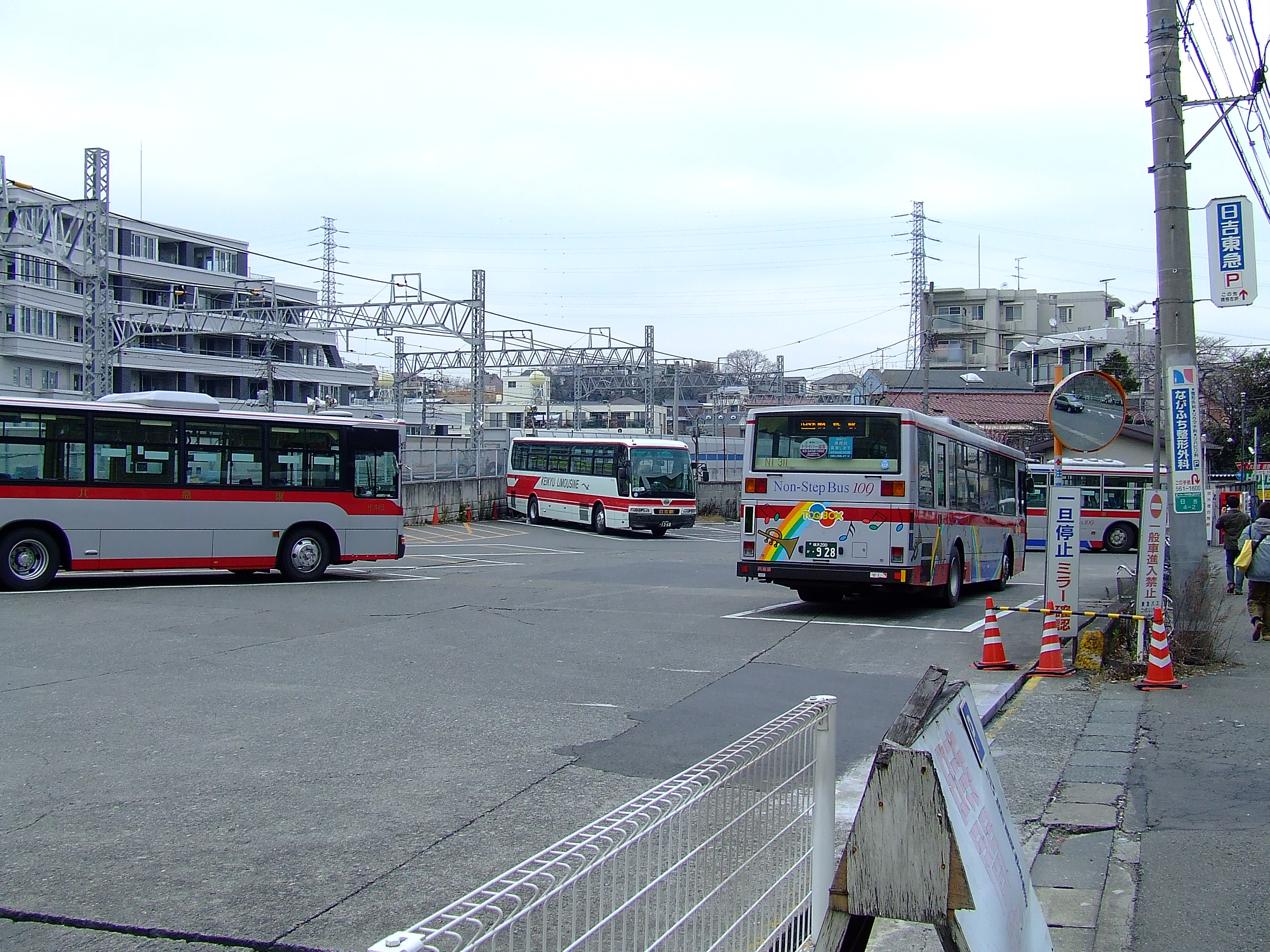
日吉営業所跡地
日吉駅東口バス折返所

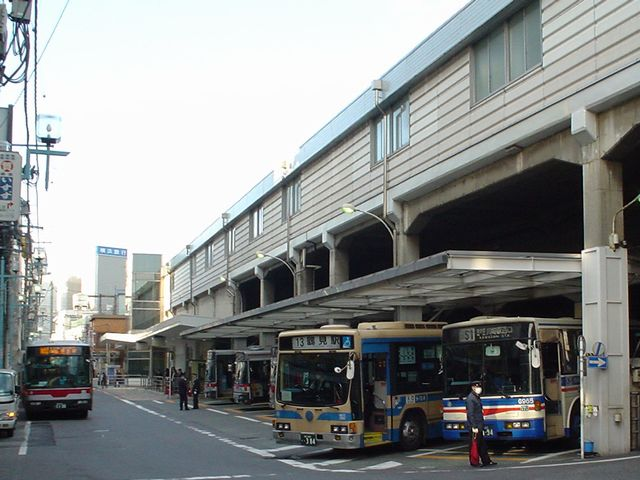
綱島駅バス乗り場

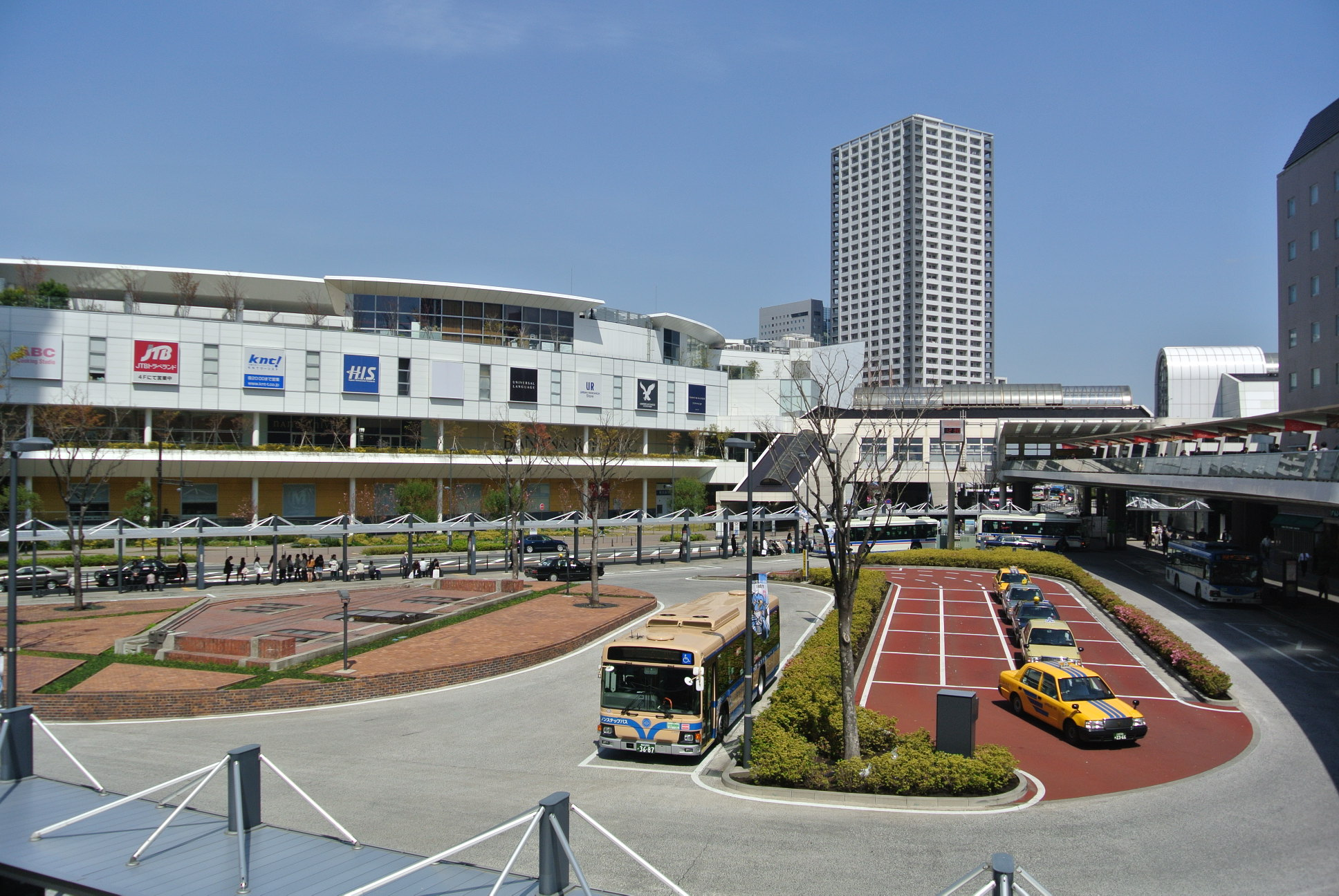
川崎駅西口北バスバスターミナル（ラゾーナ川崎プラザ前）
ラゾーナ川崎再開発により整備された。

1950年代には多摩田園都市の建設事業が開始され、川崎市では野川・宮前地区において急速な人口増加が始まった。当時は東急田園都市線の開通前であり、人口定着を図るため、主に武蔵小杉駅・溝の口駅を起点としてこれらの地区に向かうバス路線が先行的に新設されていった。
東急バスの武蔵小杉のターミナルは、当初は東横線工業都市駅（1939年（昭和14年）開業）にあった。その後、1945年（昭和20年）に東横線武蔵小杉駅が開業。戦後、国鉄武蔵小杉駅前広場の整備に伴い、1959年（昭和34年）12月に小杉駅前へ移り、発着路線のルート変更が行われた。なお、工業都市駅は1953年（昭和28年）に武蔵小杉駅へ統合される形で廃止されている。
高度経済成長期に東京・横浜都心のベッドタウンとして神奈川県内の人口が急増した中で、県内には1962年（昭和37年）4月1日に日吉営業所（現：東山田営業所）、同年10月20日に高津営業所が相次いで開設された。これにより、所管路線のうち日吉駅・綱島駅を起点に横浜市内を運行する9路線が日吉営業所へ、主に溝の口から郊外へ向かう7路線が高津営業所に移管され、川崎営業所の規模はほぼ2010年の廃止時の状態となった。
その後も周辺営業所との所管路線調整が何度か行われており、2006年（平成18年）3月には横浜市営バス43系統受け入れのため、玉突きによる路線移管が実施された。野川線と久末線を委託路線の受け持ち営業所である高津営業所に分離する（統合により野川久末線となる）一方、新城線を新羽営業所より受け入れたものである。なおこのとき、43系統自体は青葉台営業所から虹が丘営業所へ移管されており、虹が丘営業所からは空港リムジンバスが新羽営業所へ移管されている。
1986年10月には川崎駅東口再開発事業により、東口駅前広場の整備が完了。地下街「川崎アゼリア」が開業し、川崎駅東口バスターミナルが供用開始された。これに伴い川崎駅東口発着路線のバス乗り場が変更された。
2007年4月1日には川崎駅西口再開発事業により、ラゾーナ川崎前の西口北バスターミナルが供用開始された。それまで東急バスの川崎駅発着路線は全て東口から発着していたが、この際に全て西口北バスターミナル発着に変更された（2018年4月1日より停留所名を「川崎駅ラゾーナ広場」に改称）。これにより、東急バスは川崎区から完全に撤退した。
2008年（平成20年）5月28日、川崎営業所管内の全路線でPASMOが導入された。
川崎営業所は全路線を他の営業所に移管した上で、2010年（平成22年）9月30日をもって営業を終了した。翌10月1日より停留所名を「小杉折返所」に変更、営業所跡地は折返所として、川32・鷺02系統（一部）などの路線の始発・終着機能を維持していた。
翌2011年（平成23年）7月1日には折返所の使用を終了し、停留所名は「小杉御殿町二丁目」へ再改称された。営業所跡地には、コスモスイニシアと阪急不動産による分譲マンション建設が進められ、7階建ての「ジオ・イニシア武蔵小杉」が2012年（平成24年）9月に竣工した。

## 廃止時の所管路線

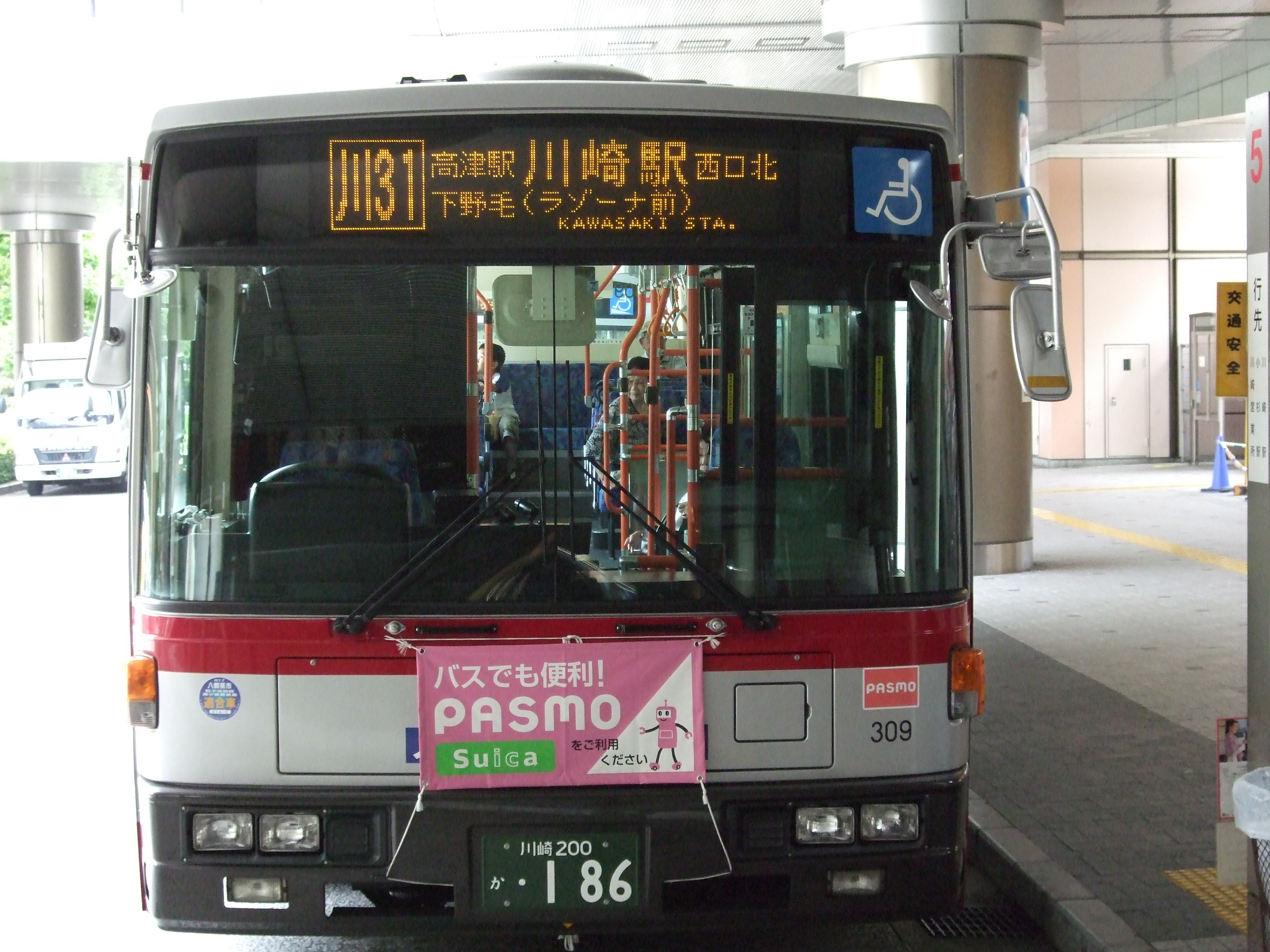
川崎線 川31系統 (KA309)

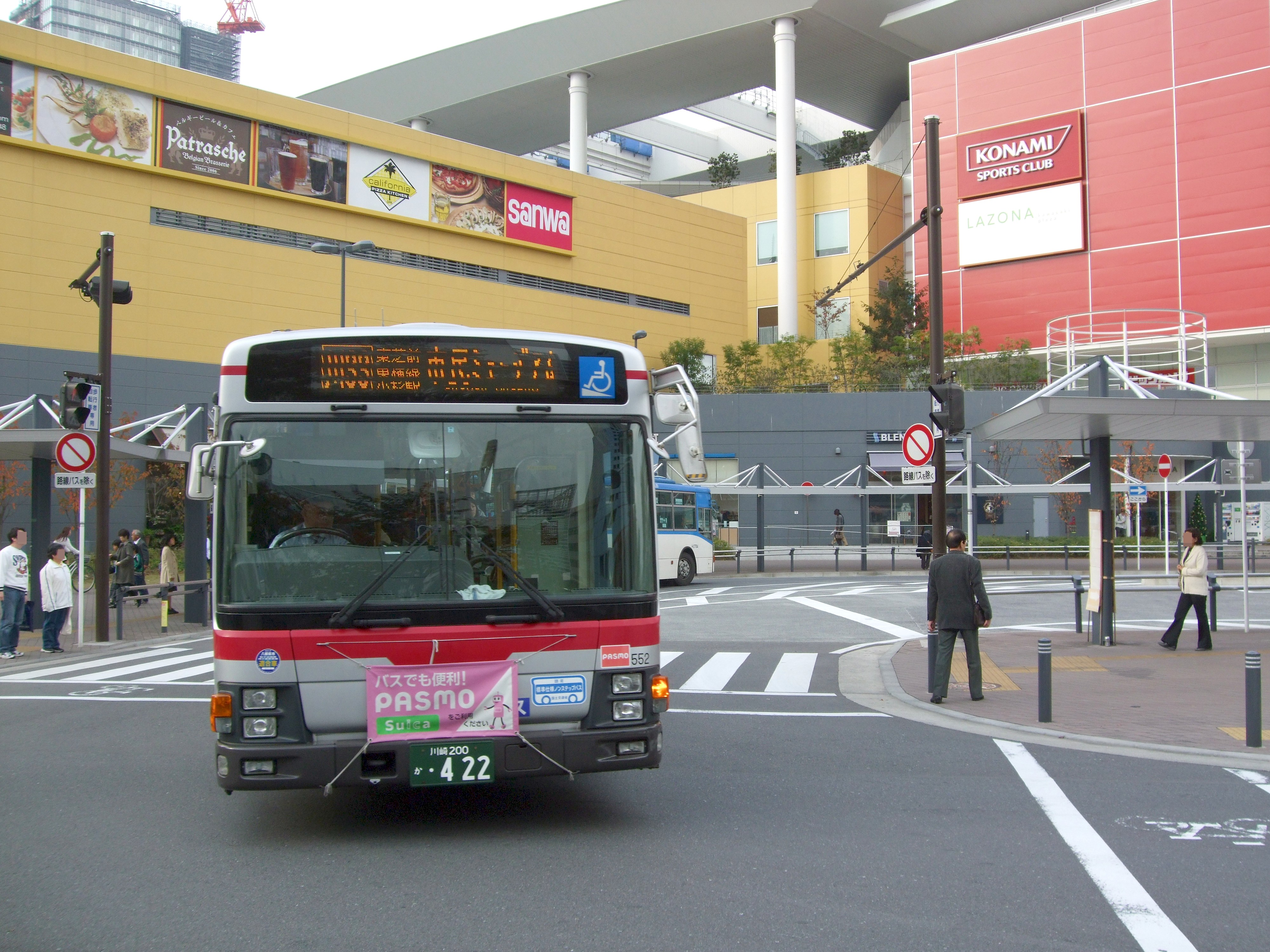
川崎線 川33系統 (KA552)

### 川崎線

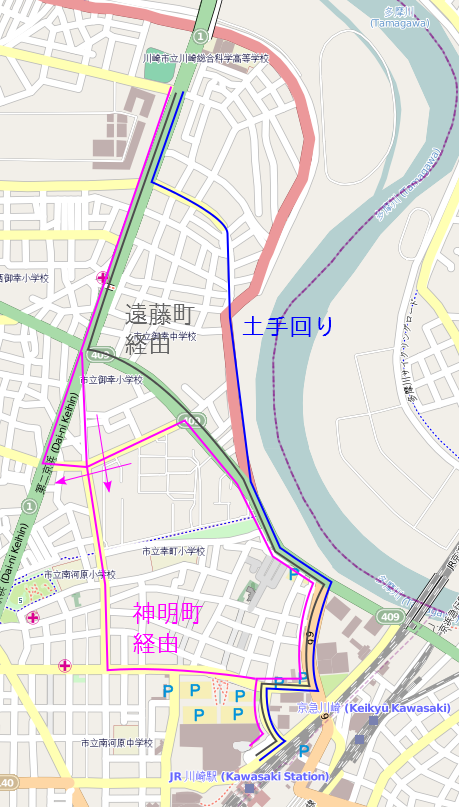
「土手回り」と「遠藤町経由」

- 川31：川崎駅西口北 - 東芝前 - 下平間 - 東横線小杉駅 - 川崎営業所 - 宮内 - 下野毛 - 高津駅 - 溝の口駅
- 川31：川崎駅西口北→東芝前→下平間→東横線小杉駅→小杉駅→川崎営業所→宮内→下野毛→高津駅→溝の口駅
- 川32：川崎駅西口北 - 東芝前 - 下平間 - 東横線小杉駅 - 川崎営業所
- 川33：川崎駅西口北 - 東芝前 - 下平間 - 東横線小杉駅 - 市民ミュージアム
- 直行：川崎駅西口北 - 東芝前 - 東芝小向工場（川崎駅西口北方向の際、ソリッドスクエア前も含む）

川崎線は、旧・東京横浜電鉄がバス事業を再開するにあたり、1933年に溝ノ口乗合自動車より譲り受けた路線を起源に持つ古い路線である。主に府中街道を走り、小杉・高津経由で溝の口に至るが、川31系統は全体の2割ほどしかなく、多くは川32系統や川33系統の折り返し便である。その分、小杉より北では後述する小杉線が運行されている。平日・土曜夜間と、日祝の早朝夜間は川31系統は小杉駅へ入ってから溝の口駅方向へ向かう。
直行・東芝系統は、通勤時間帯は頻発で運行されるが、日中時間帯は1時間に1 - 2本ほどである（稀に臨時ダイヤで運行の場合あり）。現在の運行形態となったのは1999年（平成11年）のことであるが、東芝への輸送も歴史が長く、東芝通信部門の前身・東京電気が小向工場を発足させた直後の1940年の路線案内には、すでに川崎駅 - 無線前系統の記載がある。

この路線には、直行・東芝系統を除き「土手廻り」との呼称がある。これは、ソリッドスクエア（前）- 妙光寺（前）付近で多摩川の土手沿いを走ることを示すものだが、以前はこのほかにも「幸町廻り」「新道廻り」と呼ばれる便があった。「幸町廻り」は、明治製菓前（現・ソリッドスクエア前） - 下平間間で中幸町・御幸警察署前（現・幸警察署前）・正教寺前・御幸小学校前・小向交番前（2007年3月31日より東芝科学館前）を経由するものであり、「新道廻り」は、同区間で中幸町・御幸警察署前・正教寺前・御幸小学校前・小向西町を経由するものであった。また同じく川崎駅を発着する荏原営業所の反01は、河原町団地前 - 東芝科学館前を別経路（遠藤町・御幸小学校前・戸手一丁目を経由）で運行するので「遠藤町経由」と呼称されており、東芝系統も反01と同じ経路で運行する。

従来は川崎駅東口を発着していたが、、ラゾーナ川崎前に「西口北」バスターミナルが完成したことに伴い、2007年（平成19年）4月1日に西口北発着に変更された。さらに同年9月30日限りで川32：川崎駅西口北 - 東芝小向工場の系統が廃止された（上記の直行・東芝系統とは異なる）。そして川崎営業所の廃止に伴い、2010年（平成22年）10月1日付けで高津営業所に移管され、同時に東急トランセ管理委託路線となった。

### 鷺沼線
- 鷺02：鷺沼駅 - 中有馬 - 南野川 - 久末 - 野川 - 千年 - 中原/中原駅前 - 小杉駅前（東山田営業所→高津営業所と共管、川崎市バス溝口営業所→井田営業所と共同運行）
- 鷺02：鷺沼駅 - 中有馬 - 南野川 - 久末 - 野川 - 千年 - 新城駅前（東山田営業所→高津営業所と共管、川崎市バス溝口営業所→井田営業所と共同運行）
- 鷺02：鷺沼駅 - 中有馬 - 南野川 - 久末 - 野川 - 千年 - 中原/中原駅前 - 川崎営業所
- 鷺02：鷺沼駅 - 中有馬 - 南野川 - 久末 - 野川（東山田営業所→高津営業所と共管、川崎市バス溝口営業所→菅生営業所→井田営業所と共同運行）
- 鷺02：鷺沼駅 - 中有馬 - 南野川 - 久末

路線沿革
- 1959年（昭和34年）9月7日：有馬線、荏田 - 有馬根 - 工業都市（現・東横線小杉駅）を開通。
- 1959年12月15日：荏田 - 小杉駅に変更。
- 1966年（昭和41年）4月1日：東急田園都市線開通に伴い、鷺沼駅 - 小杉駅となる。
- 1974年（昭和49年）12月16日：鷺沼駅 - 新城駅を開設。
- 1993年（平成5年）11月1日：高津営業所から東山田営業所に移管。
- 2003年（平成15年）3月19日：一部の便を除き、川崎営業所の担当となる。
- 2008年（平成20年）3月30日：東山田営業所担当便を高津営業所に移管し、高津・川崎の共管路線となる。これにより鷺02系統は一部の便であるが15年ぶりに高津営業所の担当が復活した。
- 2010年（平成22年）10月1日：川崎営業所の廃止に伴い、高津営業所担当分も併せ東山田営業所に移管。

高津営業所と共管、川崎市バスと共同運行し、東急バス・市バス共通定期券（小杉駅・新城駅 - 鷺沼駅）を取り扱うが、小杉駅の乗り場は両社局で異なる。鷺沼駅 - 久末間の利用客が多い。全体的に渋滞の多い道路を走行するため、ラッシュ時は新城駅発着便が運行されるほか、鷺沼口の区間運行も多数見られる。

当初は高津営業所の担当だったが、東山田や川崎、高津の間での幾度の移管を経て、2010年10月1日に東山田営業所の単独担当に落ち着いた。川崎市バス側も当初は井田営業所が担当し、後に菅生営業所（相模神奈交バスに委託。）へ移管後、両営業所の共管となったが、2022年2月1日のダイヤ改正で再び菅生が撤退し、井田の単独担当に落ち着いた。

## 営業所廃止前に廃止された路線

### 下丸子線
- （系統番号なし→）蒲02：蒲田駅 - 蓮沼駅 - 矢口渡 - 矢口小学校 - 下丸子駅南口 - ガス橋 - 平間駅前 - 東横線小杉駅 - 小杉駅前

1957年（昭和32年）に蒲田駅と下丸子折返所の間で開通、当時は東京都内の池上営業所が担当した。1960年（昭和35年）、ガス橋が人車共用の新しい橋に架け替えられたのを受け、ガス橋を渡り小杉駅まで延長された。1962年（昭和37年）の日吉営業所開業時に、規模的余裕のできた川崎営業所へ移管された。
三菱日本重工東京製作所（現・三菱ふそうトラック・バス川崎製作所）と丸子工場の両方に近接したエリアを通る通勤路線として重宝されたが、1974年（昭和49年）に廃止となり、下丸子と川崎市内を結ぶ役割は平間線が代わって担うこととなる。
現在、東京都大田区下丸子・矢口地区の多摩堤通りの一部区間は、大田区コミュニティバス「たまちゃんバス」が運行され、池上営業所が「下丸子循環線」として担当している。

### 平間線
- （系統番号なし→）川65：川崎駅 - 中幸町 - 正教寺前 - 小向交番前 - 下平間 - 平間銀座 - ガス橋 - 下丸子折返場

前述の下丸子線と、平成中期まで存在した旧日吉営業所の鹿島田線、川崎市バスの川71系統、そして川崎線の「幸町廻り」を下平間を軸に組み合わせたような路線。
下丸子線に遅れること約3年、1963年（昭和38年）に平間駅で分かれて蒲田と日吉駅を結ぶ新系統が開通した。その後昭和40年代に入り、下丸子折返所発でやはり平間地区で分かれ小向・川崎駅方面に向かう路線が作られる。川崎市内からキヤノン本社工場、三菱重工（現・三菱自動車工業）丸子工場への通勤、逆に大田区内から東芝小向工場への通勤輸送を狙ったものだった。
東京直通路線として1972年（昭和47年）に川65の系統番号が与えられたが、1978年（昭和53年）の路線再編成により同年12月19日限りで鹿島田線に吸収され廃止となった。これによりガス橋を渡るバス路線は消滅し、川崎営業所は東京都大田区から撤退した。
その後、鹿島田線も日吉から東山田への移転に伴う新羽営業所への移管を経て1997年（平成9年）2月15日限りで廃止された。一部区間が駒岡線に編入され、現在も日吉駅 - 越路間を日94系統として新羽営業所が運行している。
鹿島田線には川54という系統番号があったが、現在も運行されている川崎鶴見臨港バス江ヶ崎線（川崎駅西口 - 北加瀬 - 元住吉）も川54系統として運行されており、全く関係ない別々の路線で同一の系統番号が使用されていた上、越路 - 三菱自動車前（現在の三菱ふそう前）間では並走していたが、鹿島田線の廃止により系統番号の重複は解消された。

### 鷹巣線
- （系統番号なし→）杉07：小杉駅→中原駅前→中原駅入口→下新城→千年→久末住宅前→子母口住宅→下新城→中原→小杉駅

小杉駅から中原、千年、久末住宅、子母口住宅を経由し小杉駅へ戻る片周りの循環路線。
1963年（昭和38年）には存在していた路線。
末期は杉06と同じ久末線と名乗っており、1983年（昭和58年）12月15日の運行をもって廃止された。
廃止された区間の内、能満寺→久末住宅前→鷹巣橋間と子母口住宅→下新城間は現在川崎市バスのみ運行する。

## 営業所廃止前に移管された路線

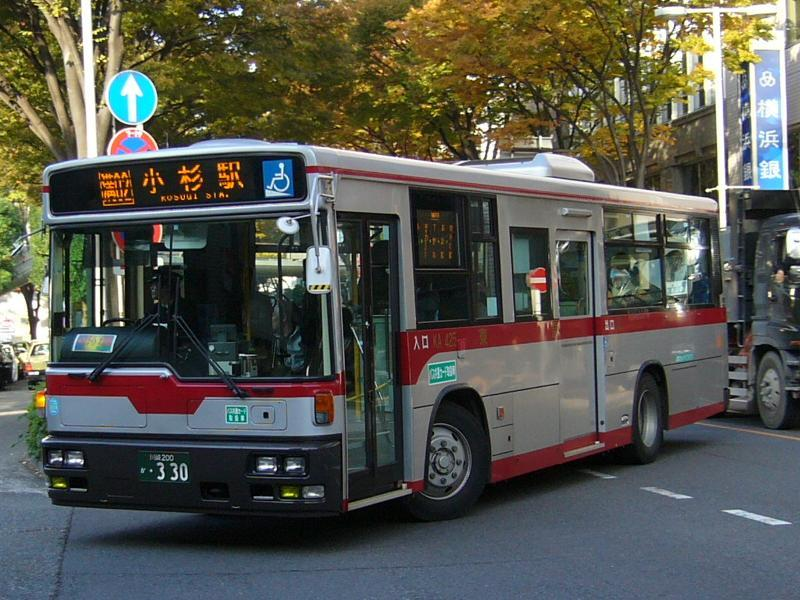
小杉線 溝02系統 (KA425)

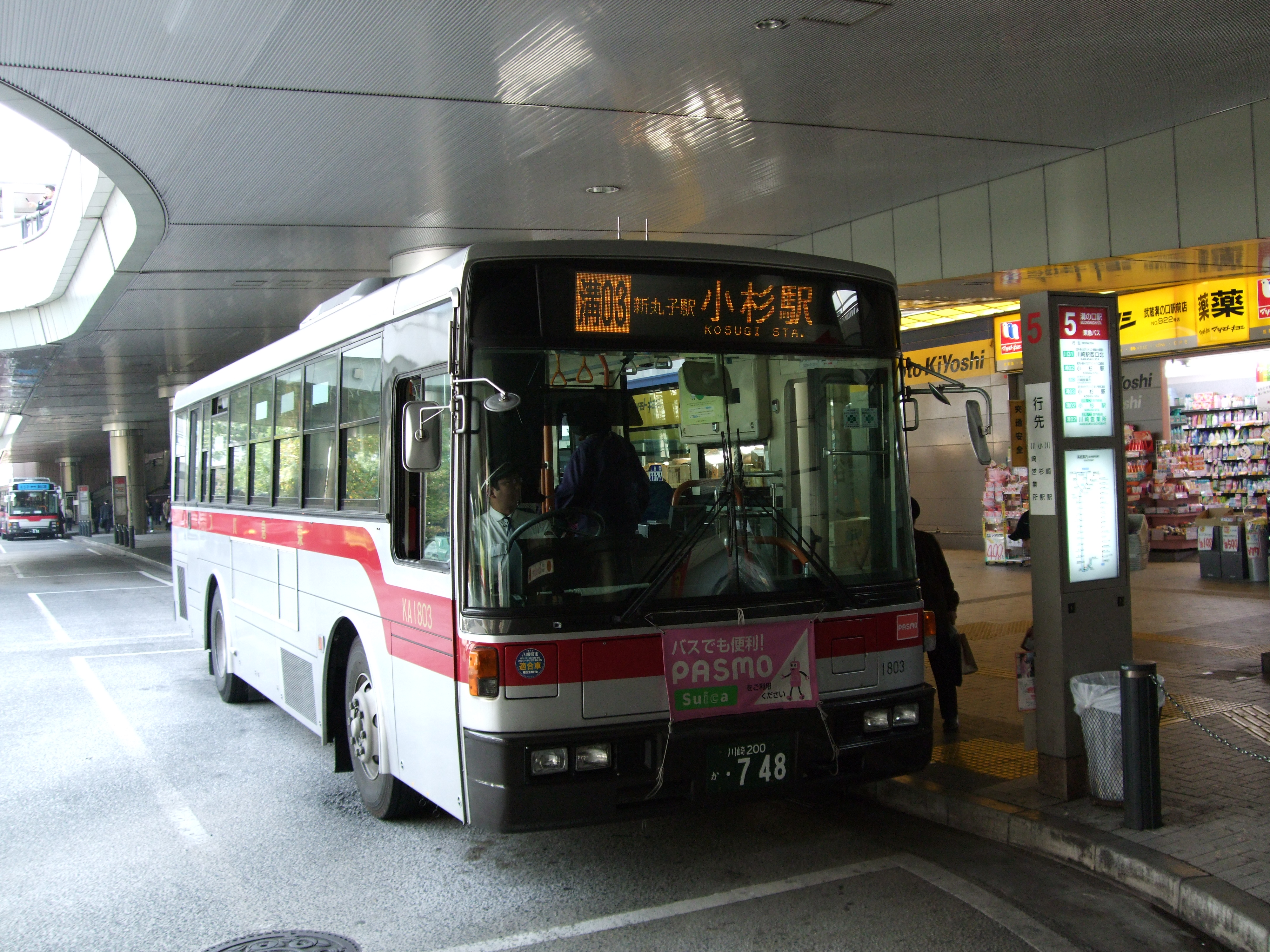
小杉線 溝03系統 (KA1803)

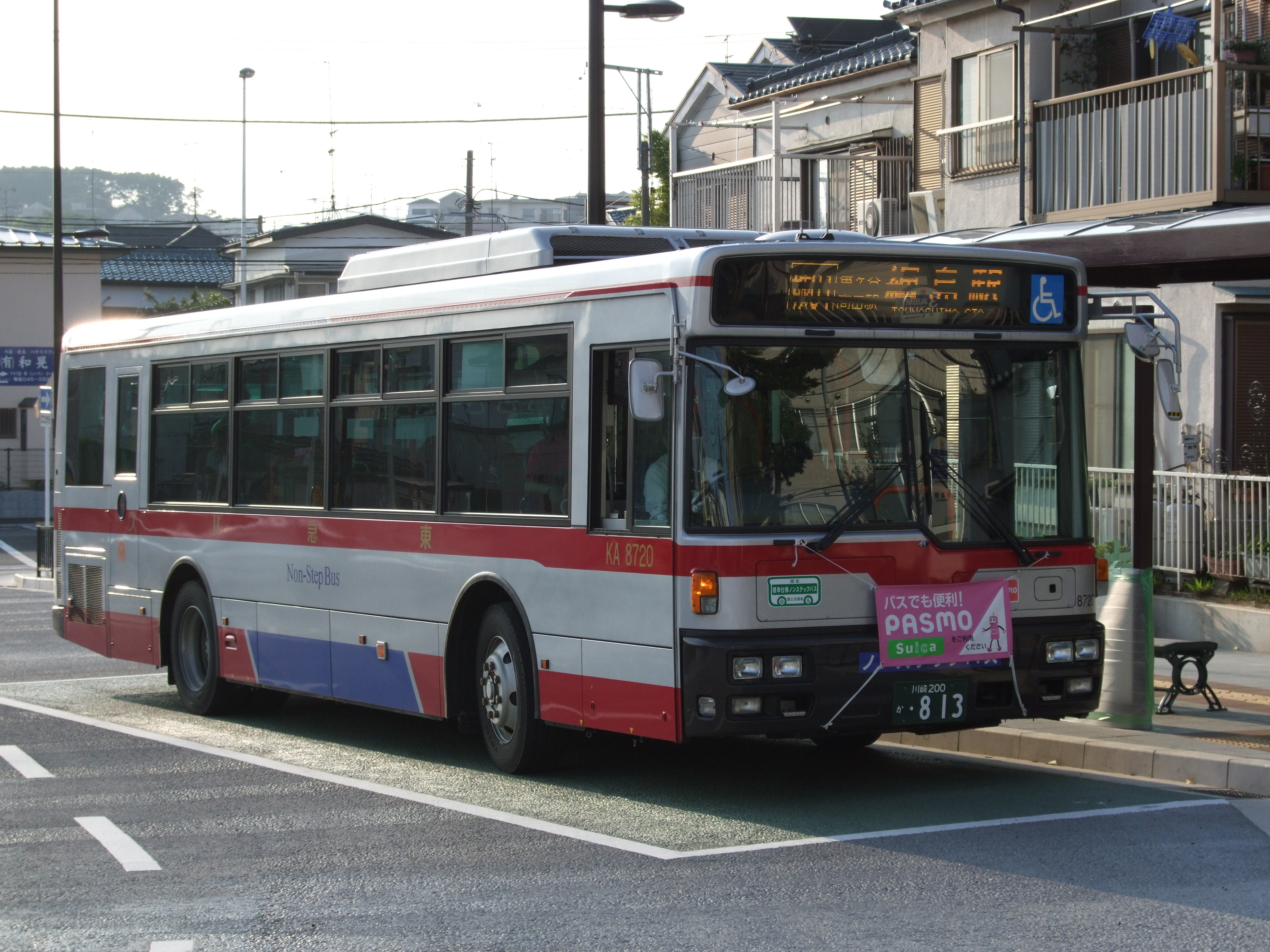
新城線 城01系統 (KA8720)

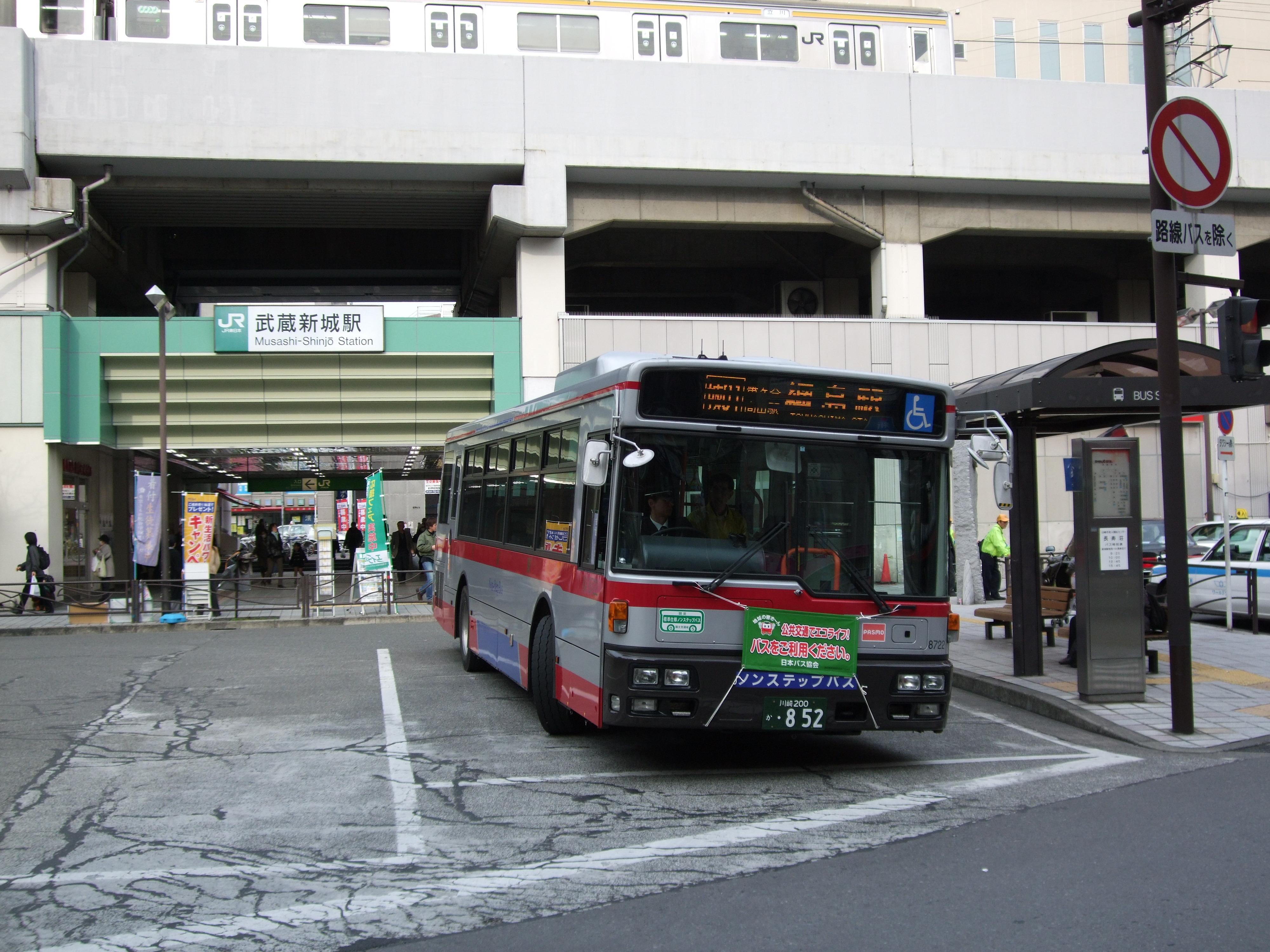
新城線 城01系統 (KA8722)

### 野川線
- 杉08→番号なし：小杉駅前 - 中原駅前/中原 - 千年 - 野川 - 上野川 - 野川台 - 宮崎小学校 - 鷺沼駅
- 鷺06：鷺沼駅 - 宮崎小学校 - 野川台
- 杉09：小杉駅前 - 中原駅前/中原 - 千年 - 野川 - 上野川 - 野川台公園前
- 杉09：中原駅入口→下新城→千年→野川→上野川→野川台公園前
- 杉09：中原駅入口←千年→野川→上野川→野川台公園前
- 杉09：中原駅前→中原駅入口→下新城→千年→野川→上野川→野川台公園前
- 杉09：中原駅前←中原会館←下新城←千年←野川←上野川←野川台公園前

もとは小杉駅と鷺沼駅を結ぶ路線で、1920年代の八木商会以来の系譜を持つ管内で最も古い路線だったが、1981年（昭和56年）6月23日に鷺06と杉09の2系統に分割された。
鷺06は、2003年（平成15年）3月15日に高津営業所の梶が谷線梶01（梶が谷駅 - 野川台）に統合され、梶が谷鷺沼線梶01（梶が谷駅 - 野川台 - 鷺沼駅）として高津営業所の管轄となった。その後2005年（平成17年）7月16日の東急トランセ委託化を経て、2009年（平成21年）4月1日にトランセ委託を解除し虹が丘営業所へ移管された。
杉09は、久末線杉06とともに新城線の移管に伴う玉突きで、2007年（平成19年）7月1日に東急トランセ委託の上で高津営業所へ移管され、両路線を統合して野川久末線となった。さらに2010年5月1日付でトランセ委託を解除し東山田営業所へ再移管された。

### 久末線
- 杉06：小杉駅前 - 中原駅前/中原 - 千年 - 野川 - 久末 - 道中坂下
- 杉06：中原駅入口→下新城→千年→野川→道中坂下
- 杉06：中原駅入口←千年→野川→道中坂下
- 杉06：中原駅前→中原駅入口→下新城→千年→野川→道中坂下
- 杉06：中原駅前←中原会館←下新城←千年←野川←道中坂下

1920年代の八木商会以来の系譜を持つ管内で最も古い路線だったが、新城線の移管に伴う玉突きにより、2007年（平成19年）7月1日付で東急トランセ委託の上、高津営業所へ移管され、野川線杉09と統合して野川久末線となった。さらに2010年5月1日付でトランセ委託を解除し東山田営業所へ再移管された。

### 小杉線
- 溝02：溝の口駅 - 高津駅 - 下野毛 - 宮内 - 川崎営業所 - 小杉駅
- 溝03：溝の口駅→高津駅→下野毛→宮内→新丸子駅西口→小杉駅
- 番号なし：小杉駅→中原駅前→中新城→新城駅前→溝の口駅
- 直行：小杉駅 - 等々力グランド

2010年（平成22年）5月1日、東急トランセ委託の上で高津営業所へ移管された。川崎営業所への出入庫系統は川崎営業所が所管していた。

### 新城線
- 城01：新城駅前 - 千年 - 子母口住宅前 - 蟹ヶ谷 - 下田町 - 高田駅 - 綱島駅
- 城01：綱島駅 - 高田駅 - 下田町 - 蟹ヶ谷 - 子母口住宅前（出入庫系統）
- 城01：新城駅前 - 千年 - 子母口住宅前 - 蟹ヶ谷（出入庫系統）
  - 1957年（昭和32年）：営業開始。
  - 1966年（昭和41年）4月18日：新羽営業所の開設により、川崎営業所から移管。
  - 2006年（平成18年）3月16日：横浜市営バス43系統の移譲により、たまプラーザ空港線、新百合空港線、新百合成田空港線、たまプラーザTDR線が、虹が丘営業所から新羽営業所へ移管されたことに伴い、玉突きで川崎営業所へ移管。
  - 2010年（平成22年）7月1日：川崎営業所から新羽営業所へ再移管。

戦後に川崎営業所の路線として運行開始されたが、新羽営業所の開設後は新羽・川崎の両営業所間でたびたび移管が行われた。2010年7月1日をもって、新羽営業所に再移管した。これに伴い、他の営業所でも系統異動が発生している。

### さくらが丘線
| さくらが丘線 日23系統専用の小型車日野・リエッセ (KA546)川崎営業所時代の専用ラッピング。現在は一般色に戻されている。   |  | さくらが丘線 日23系統専用の小型車日野・リエッセ (KA546)川崎営業所時代の専用ラッピング。現在は一般色に戻されている。 |
| さくらが丘線 日23系統専用の小型車 日野・リエッセ (KA546) 川崎営業所時代の専用ラッピング。現在は一般色に戻されている。 |  | |

- 日23：日吉駅 - 井田坂 - さくらが丘
  - 2003年9月3日：日吉駅 - さくらが丘を開通[7]。
  - 2006年9月16日：朝ラッシュ時を除き日吉矢上停留所に停車開始。
  - 2008年3月30日：川崎営業所から東山田営業所へ移管。

新日本製鐵先端技術研究所（旧・八幡製鐵東京研究所、現・新日鐵住金REセンター）が千葉県富津市に移転したことによって生じた跡地を、2003年から新日鐵都市開発（現・日鉄興和不動産）が中心となって再開発した分譲戸建団地「Isaac（アイザック）日吉」の居住者に対する地域輸送のため、2003年（平成15年）9月3日付で開設された。沿線には川崎市立井田病院があることから、井田病院と日吉駅を結ぶ病院輸送の役割も担う。
非常な狭隘路を走行するため、専用の小型バスで運行される。運行開始時には日野・ポンチョ（初代）が導入され、その後は日野・リエッセ、三菱ふそう・エアロミディMEが在籍していたが、東山田営業所への移管時に車両も転属した。

## 車両

### メーカー
川崎営業所には、日産ディーゼル工業（現：UDトラックス）製といすゞ自動車製の車両が在籍していた。日産ディーゼル工業製の車両は、東急バスの他の営業所と同じく富士重工業製の車体を架装していたが、同社のバス車体事業撤退後は西日本車体工業製の車体となった。

### 一般路線車
ノンステップ車の割合は4割 - 5割ほど。LED式行先表示機の装備は新車および車体更新車のみにとどめられており、このため新城線の移管時には一度消滅した方向幕表示が復活することとなったが、一部を除き2006年12月までにLED式行先表示機の装備を完了した。
川崎営業所に在籍していた日産ディーゼル・UA（KC-UA460HSN、富士重工業製7E車体）のKA1511 - KA1515号車は、社番とナンバープレートの数字部分が一致していたが（偶然の一致で希望ナンバーではない）、これは東急バスでは唯一の例であった。
2006年度の新車はKA725の1台のみとなったが、これは新城線の移管と同時に新羽営業所から1600 - 1800番台の5台ほどが転属して1300番台の置き換えに充てたためである。一部の車両にタコグラフが装着されていた。